# Леви факторијел
Леви факторијел је математички оператор који је први пут предложио српски математичар Ђуро Курепа, који је на једном скупу математичара у Охриду 1971. године поставио следећу претпоставку:
Нека је дата аритметичка функција леви факторијел за неки природан број дефинисана на следећи начин 

{\displaystyle !n=0!+1!+2!+...+(n-1)!\,}
тада важи да је највећи заједнички делилац за {\displaystyle !n\,} и {\displaystyle n!\,} једнако 2.